# Chuyến bay 238 của Royal Brunei Airlines
Chuyến bay 238 của Royal Brunei Airlines là chuyến bay theo lịch trình từ Labuan đến Bandar Seri Begawan và Miri, do Merpati Intan thay mặt cho Royal Brunei Airlines khai thác. Vào ngày 6 tháng 9 năm 1997, chiếc Dornier Do 228, số đăng ký là 9M-MIA đã bị rơi khi tiếp cận Miri, khiến cả 2 phi công và tất cả 8 hành khách trên máy bay thiệt mạng.

## Tai nạn
Chuyến bay 238, một chiếc Dornier Do 228 cất cánh từ Sân bay quốc tế Brunei lúc 19:03 giờ địa phương với 8 hành khách và 2 phi công trên chuyến bay ngắn đến Sân bay Miri. Tổ bay chuyến 238 xin phép hạ cánh xuống sân bay. Kiểm soát không lưu đã cho phép chuyến bay tiếp cận đường băng 02 nhưng tổ bay đã không thông báo lại cho nhân viên không lưu. Lúc 19:42 khi đang tiếp cận đường băng, Chuyến bay 238 đã đâm vào một con dốc ở độ cao 500 mét (1.600 ft) tại Công viên quốc gia Lambir Hills. Xác chiếc Dornier Do 228 được tìm thấy lúc 07:10 sáng hôm sau.